# هوارد جارنز
هوارد جارنز (بالإنجليزية: Howard Garns)‏ ‏(2 مارس 1905 - 6 أكتوبر 1989) مهندس معماري أمريكي اكتسب شُهرته باختراعه أحجية الأرقام، والتي أصبحت منتشرة في جميع أنحاء العالم باسم السودوكو وذلك في عام 1979.

## السيرة الذاتية
ولد هوارد جارنز في (2 مارس 1905) في إنديانابوليس في الولاية الأمريكية إنديانا
وفي عام 1922 دخل جامعة إلينوي في إربانا-شامبين وتخرج منها وحصل على بكالوريوس العلوم في الهندسة المعمارية في عام 1926. وعمل في شركة والده حتى الحرب العالمية الثانية. ثم دخل الجيش وعندما أصبح نقيبًا في سلاح الهندسة في الجيش الأمريكي. انضم إلى شركة الهندسة المعمارية داجيت بعد الحرب العالمية الثانية. وفي عام 1979 اخترع هوارد جارنز أحجية الأرقام المعروفة اليَوم باسم لُعبة سودوكو. وقد كانت هذه اللعبة مثل لعبة الكلمات المتقاطعة ولكن بالأرقام. ثم توفي في (6 أكتوبر 1989) بمرض السرطان، وَدُفن في مقبرة كراون هل في إنديانابوليس ولم تشتهر لعبة السودوكو إلا بعد وفاته حيث نشرتها مجلة ديل تحت اسم Number Place وأصبحت هذه اللعبة شعبية في اليابان منذ عام 1986 بعد أن نشرتها مجلة نايكولى وأُعطيت اسمها التي تُعرف به الآن سودوكو والذي يعنى «الرقم الوحيد» ثم أصبحت لعبة السودوكو لعبة عالمية في عام 2005.